# Kanosh (Utah)
Kanosh es un pueblo del condado de Millard, estado de Utah, Estados Unidos. Según el censo de 2000 la población era de 485 habitantes.

## Geografía
Kanosh se encuentra en las coordenadas 38°48′1″N 112°26′20″O / 38.80028, -112.43889.
Según la oficina del censo de Estados Unidos, la localidad tiene una superficie total de 2,2 km². No tiene superficie cubierta de agua.
- Datos: Q483427
- Multimedia: Kanosh, Utah / Q483427

1. ↑  Zip Data Maps, código ZIP n.º 84637.